# Costa Rica en la Copa Centroamericana

## Costa Rica 1991
| Equipo      | Pts. | PJ | PG | PE | PP | GF | GC | Dif |
| ----------- | ---- | -- | -- | -- | -- | -- | -- | --- |
| Costa Rica  | 6    | 3  | 3  | 0  | 0  | 10 | 1  | 9   |
| Honduras    | 3    | 3  | 1  | 1  | 1  | 2  | 3  | -1  |
| Guatemala   | 2    | 3  | 0  | 2  | 1  | 0  | 1  | -1  |
| El Salvador | 1    | 3  | 0  | 1  | 2  | 2  | 9  | -7  |

| 26 de mayo de 1991 | Costa Rica              | 2:0 (1:0) | Honduras | Estadio Nacional de Costa Rica, San José                       |                                                                |
|                    | R. Gómez 11' · Jara 52' |           |          | Asistencia: 15.000 espectadores Árbitro(s): Carlos Castellanos | Asistencia: 15.000 espectadores Árbitro(s): Carlos Castellanos |

| 29 de mayo de 1991 | Costa Rica                                                      | 7:1 (3:1) | El Salvador   | Estadio Nacional de Costa Rica, San José                      |                                                               |
|                    | Jara 17' 41' 48' · Flores 21' · N. Gómez 63' 89' · R. Gómez 66' |           | Diaz Arce 16' | Asistencia: 10.000 espectadores Árbitro(s): Arlington Success | Asistencia: 10.000 espectadores Árbitro(s): Arlington Success |

| 2 de junio de 1991 | Costa Rica | 1:0 (1:0) | Guatemala | Estadio Nacional] de Costa Rica, San José                     |                                                               |
|                    | Jara 32'   |           |           | Asistencia: 16.500 espectadores Árbitro(s): José Luis Fuentes | Asistencia: 16.500 espectadores Árbitro(s): José Luis Fuentes |

## Honduras 1993
| Equipo      | Pts. | PJ | PG | PE | PP | GF | GC | Dif |
| ----------- | ---- | -- | -- | -- | -- | -- | -- | --- |
| Honduras    | 6    | 3  | 3  | 0  | 0  | 7  | 0  | 7   |
| Costa Rica  | 4    | 3  | 2  | 0  | 1  | 3  | 2  | 1   |
| Panamá      | 1    | 3  | 0  | 1  | 2  | 1  | 5  | -4  |
| El Salvador | 1    | 3  | 0  | 1  | 2  | 1  | 5  | -4  |

| 5 de marzo de 1993 | Costa Rica | 1:0 (0:0) | El Salvador | Estadio Nacional de Tegucigalpa, Tegucigalpa |  |
|                    | Gómez 67'  |           |             |                                              |  |

| 7 de marzo de 1993 | Honduras              | 2:0 (0:0) | Costa Rica | Estadio Nacional de Tegucigalpa, Tegucigalpa |  |
|                    | Suazo 53' · Calix 56' |           |            |                                              |  |

| 9 de marzo de 1993 | Costa Rica               | 2:0 (2:0) | Panamá | Estadio Nacional de Tegucigalpa, Tegucigalpa |  |
|                    | Guthrie 6' · Fonseca 21' |           |        |                                              |  |

## El Salvador 1995

### Fase de grupos
| Equipo      | Pts. | PJ | PG | PE | PP | GF | GC | Dif |
| ----------- | ---- | -- | -- | -- | -- | -- | -- | --- |
| El Salvador | 6    | 2  | 2  | 0  | 0  | 5  | 1  | 4   |
| Costa Rica  | 3    | 2  | 1  | 0  | 1  | 3  | 3  | 0   |
| Belice      | 0    | 2  | 0  | 0  | 2  | 1  | 4  | -3  |

| 1 de diciembre de 1995 | Costa Rica              | 2:1 (1:1) | Belice       | Estadio Cuscatlán, San Salvador                    |                                                    |
|                        | Fonseca 8' · Wright 88' |           | McCauley 27' | Asistencia: 1.319 espectadores Árbitro(s): Morales | Asistencia: 1.319 espectadores Árbitro(s): Morales |

| 3 de diciembre de 1995 | El Salvador                 | 2:1 (0:1) | Costa Rica  | Estadio Cuscatlán, San Salvador                     |                                                     |
|                        | Osorio 62' · Cienfuegos 81' |           | Morales 32' | Asistencia: 33.715 espectadores Árbitro(s): Pedroza | Asistencia: 33.715 espectadores Árbitro(s): Pedroza |

### Semifinales
| 7 de diciembre de 1995 | Honduras     | 1:1 (0:0) (4:2 p.) | Costa Rica  | Estadio Cuscatlán, San Salvador |                                |
|                        | Williams 55' |                    | Fonseca 60' | Asistencia: 5.000 espectadores  | Asistencia: 5.000 espectadores |

### Tercer lugar
| 10 de diciembre de 1995 | El Salvador                   | 2:1 (2:0) | Costa Rica  | Estadio Cuscatlán, San Salvador |                                 |
|                         | Díaz Arce 18' · Rodríguez 45' |           | Fonseca 72' | Asistencia: 35.000 espectadores | Asistencia: 35.000 espectadores |

## Guatemala 1997

### Primera fase
| Pos. | Equipo        | Pts. | PJ | G | E | P | GF | GC | Dif. | Clasificación |
| ---- | ------------- | ---- | -- | - | - | - | -- | -- | ---- | ------------- |
| 1    | Guatemala (H) | 4    | 2  | 1 | 1 | 0 | 7  | 2  | +5   | Fase Final    |
| 2    | Costa Rica    | 4    | 2  | 1 | 1 | 0 | 6  | 2  | +4   | Fase Final    |
| 3    | Nicaragua (E) | 0    | 2  | 0 | 0 | 2 | 2  | 11 | −9   |               |

 Fuente: http://rsssf.com/tablesg/gold-cam97.html
| 16 de abril de 1997 | Guatemala | 1:1 | Costa Rica | Estadio Mateo Flores, Ciudad de Guatemala |                                 |
|                     | Plata 7'  |     | Oviedo 43' | Asistencia: 16.000 espectadores           | Asistencia: 16.000 espectadores |

| 18 de abril de 1997 | Costa Rica                                    | 5:1 | Nicaragua  | Estadio Mateo Flores, Ciudad de Guatemala |                                       |
|                     | Arnáez 13' · Ramírez 18' 42' 48' · Oviedo 39' |     | Taylor 55' | Árbitro(s): Nery Alfaro (El Salvador)     | Árbitro(s): Nery Alfaro (El Salvador) |

### Segunda fase
| Pos. | Equipo         | Pts. | PJ | G | E | P | GF | GC | Dif. | Status     |
| ---- | -------------- | ---- | -- | - | - | - | -- | -- | ---- | ---------- |
| 1    | Costa Rica (C) | 7    | 3  | 2 | 1 | 0 | 6  | 1  | +5   | Campeón    |
| 2    | Guatemala (H)  | 7    | 3  | 2 | 1 | 0 | 3  | 1  | +2   | Subcampeón |
| 3    | El Salvador    | 1    | 3  | 0 | 1 | 2 | 0  | 2  | −2   | 3º Lugar   |
| 4    | Honduras       | 1    | 3  | 0 | 1 | 2 | 0  | 5  | −5   |            |

 Fuente: http://rsssf.com/tablesg/gold-cam97.html
| 23 de abril de 1997 | Honduras | 0:4 | Costa Rica                    | Estadio Mateo Flores, Ciudad de Guatemala                             |                                                                       |
|                     |          |     | Fonseca 5' 8' 71' · López 44' | Asistencia: 15.000 espectadores Árbitro(s): Nery Alfaro (El Salvador) | Asistencia: 15.000 espectadores Árbitro(s): Nery Alfaro (El Salvador) |

| 25 de abril de 1996 | Costa Rica | 1:0 | El Salvador | Estadio Mateo Flores, Ciudad de Guatemala                              |                                                                        |
|                     | Arnáez 72' |     |             | Asistencia: 17.000 espectadores Árbitro(s): Armando Archundia (México) | Asistencia: 17.000 espectadores Árbitro(s): Armando Archundia (México) |

| 27 de abril de 1997 | Guatemala | 1:1 | Costa Rica | Estadio Mateo Flores, Ciudad de Guatemala                               |                                                                         |
|                     | Funes 87' |     | Fonseca 2' | Asistencia: 29.900 espectadores Árbitro(s): Peter Prendergast (Jamaica) | Asistencia: 29.900 espectadores Árbitro(s): Peter Prendergast (Jamaica) |

## Costa Rica 1999

### Primera fase
| Equipo     | Pts. | PJ | PG | PE | PP | GF | GC | Dif |
| ---------- | ---- | -- | -- | -- | -- | -- | -- | --- |
| Honduras   | 6    | 2  | 2  | 0  | 0  | 6  | 1  | +5  |
| Costa Rica | 3    | 2  | 1  | 0  | 1  | 7  | 1  | +6  |
| Belice     | 0    | 2  | 0  | 0  | 2  | 1  | 12 | −11 |

| 17 de marzo de 1999 | Costa Rica                                                                | 7:0 (4:0) | Belice | Estadio Nacional de Costa Rica, San José              |                                                       |
|                     | Wanchope 2' · Fonseca 17' 72' · Ledezma 27' 32' · Soto 54' · Drummond 79' |           |        | Asistencia: 5.200 espectadores Árbitro(s): Noel Bynoe | Asistencia: 5.200 espectadores Árbitro(s): Noel Bynoe |

| 21 de marzo de 1999 | Costa Rica | 0:1 (0:1) | Honduras  | Estadio Nacional de Costa Rica, San José                     |                                                              |
|                     |            |           | Pavón 14' | Asistencia: 19.105 espectadores Árbitro(s): Rafael Rodríguez | Asistencia: 19.105 espectadores Árbitro(s): Rafael Rodríguez |

### Segunda fase
| Equipo      | Pts. | PJ | PG | PE | PP | GF | GC | Dif |
| ----------- | ---- | -- | -- | -- | -- | -- | -- | --- |
| Costa Rica  | 6    | 3  | 2  | 0  | 1  | 6  | 2  | +4  |
| Guatemala   | 6    | 3  | 2  | 0  | 1  | 3  | 1  | +2  |
| Honduras    | 6    | 3  | 2  | 0  | 1  | 5  | 4  | +1  |
| El Salvador | 0    | 3  | 0  | 0  | 3  | 1  | 8  | -7  |

| 24 de marzo de 1999 | Costa Rica  | 1:0 (1:0) | Guatemala | Estadio Nacional de Costa Rica, San José |                              |
|                     | Fonseca 34' |           |           | Árbitro(s): León Padró Borja             | Árbitro(s): León Padró Borja |

| 26 de marzo de 1999 | Costa Rica  | 1:2 (1:0) | Honduras                          | Estadio Nacional de Costa Rica, San José |                              |
|                     | Fonseca 36' |           | Clavasquín 10' (pen.) · Pavón 75' | Árbitro(s): León Padró Borja             | Árbitro(s): León Padró Borja |

| 28 de marzo de 1999 | Costa Rica                                              | 4:0 (2:0) | El Salvador | Estadio Nacional de Costa Rica, San José |                            |
|                     | Bryce 13' · Row 42' · Fonseca 46' · Wanchope 53' (pen.) |           |             | Árbitro(s): Óscar Bardales               | Árbitro(s): Óscar Bardales |

## Honduras 2001

### Primera fase
| Pos. | Equipo     | Pts. | PJ | G | E | P | GF | GC | Dif. | Clasificación |
| ---- | ---------- | ---- | -- | - | - | - | -- | -- | ---- | ------------- |
| 1    | Costa Rica | 4    | 2  | 1 | 1 | 0 | 5  | 1  | +4   | Segunda Fase  |
| 2    | Guatemala  | 2    | 2  | 0 | 2 | 0 | 4  | 4  | 0    | Segunda Fase  |
| 3    | Belice (E) | 1    | 2  | 0 | 1 | 1 | 3  | 7  | −4   |               |

 Fuente: http://rsssf.com/tablesg/gold-cam01.html
| 23 de mayo de 2001 | Costa Rica                             | 4:0 | Belice | Estadio Olímpico Metropolitano, San Pedro Sula |  |
|                    | Fonseca 27' (pen.) 37' 85' · Marín 58' |     |        |                                                |  |

| 27 de mayo de 2001 | Costa Rica | 1:1 | Guatemala         | Estadio Olímpico Metropolitano, San Pedro Sula |  |
|                    | Núñez 45'  |     | Acevedo 70' (pen) |                                                |  |

### Segunda fase
| Pos. | Equipo        | Pts. | PJ | G | E | P | GF | GC | Dif. | Clasificación                            |
| ---- | ------------- | ---- | -- | - | - | - | -- | -- | ---- | ---------------------------------------- |
| 1    | Guatemala (C) | 7    | 3  | 2 | 1 | 0 | 5  | 1  | +4   | Campeón y Clasificado a la Copa Oro 2002 |
| 2    | Costa Rica    | 4    | 3  | 1 | 1 | 1 | 3  | 4  | −1   | Clasificado a la Copa Oro 2002           |
| 3    | El Salvador   | 3    | 3  | 0 | 3 | 0 | 2  | 2  | 0    | Clasificado a la Copa Oro 2002           |
| 4    | Panamá        | 1    | 3  | 0 | 1 | 2 | 3  | 6  | −3   | Juega el play-off a la Copa Oro 2002     |

 Fuente: http://rsssf.com/tablesg/gold-cam01.html
| 30 de mayo de 2001 | Costa Rica              | 2:1 | Panamá                | Estadio Olímpico Metropolitano, San Pedro Sula            |                                                           |
|                    | Gómez 42' · Centeno 84' |     | Julio Dely Valdés 46' | Asistencia: 160 espectadores Árbitro(s): Germán Arredondo | Asistencia: 160 espectadores Árbitro(s): Germán Arredondo |

| 1 de junio de 2001 | Costa Rica | 0:2 | Guatemala                   | Estadio Nacional, Tegucigalpa                           |                                                         |
|                    |            |     | Pezzarossi 1' · Estrada 51' | Asistencia: 104 espectadores Árbitro(s): Oscar Bardales | Asistencia: 104 espectadores Árbitro(s): Oscar Bardales |

| 3 de junio de 2001 | Costa Rica  | 1:1 | El Salvador  | Estadio Olímpico Metropolitano, San Pedro Sula            |                                                           |
|                    | Centeno 55' |     | Galdamez 40' | Asistencia: 396 espectadores Árbitro(s): Germán Arredondo | Asistencia: 396 espectadores Árbitro(s): Germán Arredondo |

## Panamá 2003
| Pos. | Equipo         | Pts. | PJ | G | E | P | GF | GC | Dif. | Clasificación              |
| ---- | -------------- | ---- | -- | - | - | - | -- | -- | ---- | -------------------------- |
| 1    | Costa Rica (C) | 13   | 5  | 4 | 1 | 0 | 5  | 1  | +4   | Copa Oro 2003              |
| 2    | Guatemala      | 10   | 5  | 3 | 1 | 1 | 10 | 4  | +6   | Copa Oro 2003              |
| 3    | El Salvador    | 9    | 5  | 3 | 0 | 2 | 6  | 4  | +2   | Copa Oro 2003              |
| 4    | Honduras       | 4    | 5  | 1 | 1 | 3 | 4  | 5  | −1   | Playoff a la Copa Oro 2003 |
| 5    | Panamá (E, H)  | 4    | 5  | 1 | 1 | 3 | 4  | 5  | −1   |                            |
| 6    | Nicaragua (E)  | 3    | 5  | 1 | 0 | 4 | 1  | 11 | −10  |                            |

 Fuente: http://rsssf.com/tablesg/gold-cam03.html
| 11 de febrero de 2003 | Costa Rica | 1:0 | El Salvador | Estadio Rommel Fernández, Ciudad de Panamá |                              |
|                       | Scott 62'  |     |             | Asistencia: 500 espectadores               | Asistencia: 500 espectadores |

| 13 de febrero de 2003 | Guatemala  | 1:1 | Costa Rica         | Estadio Rommel Fernández, Ciudad de Panamá |                               |
|                       | García 48' |     | Centeno 24' (pen.) | Árbitro(s): Felipe Ramos Rizo              | Árbitro(s): Felipe Ramos Rizo |

| 15 de febrero de 2003 | Costa Rica | 1:0 | Nicaragua | Estadio Rommel Fernández, Ciudad de Panamá            |                                                       |
|                       | Scott 16'  |     |           | Asistencia: 600 espectadores Árbitro(s): Joel Aguilar | Asistencia: 600 espectadores Árbitro(s): Joel Aguilar |

| 20 de febrero de 2003 | Costa Rica  | 1:0 | Honduras | Estadio Rommel Fernández, Ciudad de Panamá             |                                                        |
|                       | Bryce 45+2' |     |          | Asistencia: 200 espectadores Árbitro(s): Carlos Batres | Asistencia: 200 espectadores Árbitro(s): Carlos Batres |

| 23 de febrero de 2003 | Panamá | 0:1 | Costa Rica | Estadio Rommel Fernández, Ciudad de Panamá             |                                                        |
|                       |        |     | Solís 73'  | Asistencia: 550 espectadores Árbitro(s): Carlos Batres | Asistencia: 550 espectadores Árbitro(s): Carlos Batres |

## Guatemala 2005

### Primera fase
| Pos. | Equipo          | Pts. | PJ | G | E | P | GF | GC | Dif. | Clasificación |
| ---- | --------------- | ---- | -- | - | - | - | -- | -- | ---- | ------------- |
| 1    | Costa Rica      | 6    | 2  | 2 | 0 | 0 | 3  | 1  | +2   | Semifinales   |
| 2    | Panamá          | 3    | 2  | 1 | 0 | 1 | 1  | 1  | 0    | Semifinales   |
| 3    | El Salvador (E) | 0    | 2  | 0 | 0 | 2 | 1  | 3  | −2   |               |

 Fuente: http://www.rsssf.com/tablesg/gold-cam05.html
| 21 de febrero de 2005 | Costa Rica             | 2:1 (0:1) | El Salvador | Estadio Mateo Flores, Ciudad de Guatemala                |                                                          |
|                       | Wilson 75' · Myrie 90' |           | Alas 40'    | Asistencia: 3.000 espectadores Árbitro(s): Carlos Batres | Asistencia: 3.000 espectadores Árbitro(s): Carlos Batres |

| 23 de febrero de 2005 | Costa Rica | 1:0 (0:0) | Panamá | Estadio Mateo Flores, Ciudad de Guatemala                    |                                                              |
|                       | Myrie 81'  |           |        | Asistencia: 3.000 espectadores Árbitro(s): Armando Archundia | Asistencia: 3.000 espectadores Árbitro(s): Armando Archundia |

### Semifinales
| 25 de febrero de 2005 | Guatemala | 0:4 (0:3) | Costa Rica                                        | Estadio Mateo Flores, Ciudad de Guatemala                    |                                                              |
|                       |           |           | Segura 8' · Sequeira 22' · Wilson 42' · Scott 61' | Asistencia: 11.159 espectadores Árbitro(s): Benito Archundia | Asistencia: 11.159 espectadores Árbitro(s): Benito Archundia |

### Final
| 27 de febrero de 2005 | Costa Rica                                                          | 1:1 (0:0) (t. s.)(7:6 p.)  | Honduras                                                                      | Estadio Mateo Flores, Ciudad de Guatemala                |                                                          |
|                       | Wilson 68'                                                          |                            | Núñez 58'                                                                     | Asistencia: 1.491 espectadores Árbitro(s): Carlos Batres | Asistencia: 1.491 espectadores Árbitro(s): Carlos Batres |
|                       |                                                                     | Tiros desde el punto penal |                                                                               |                                                          |                                                          |
|                       | Soto · Alfaro · Wilson · Cubero · Sequeira · Fonseca · Díaz · Umaña |                            | Velásquez · López · Mendoza · Berríos · Núñez · Guerrero · Reyes · Vallecillo |                                                          |                                                          |

## El Salvador 2007

### Primera fase
| País       | Pts | J | G | E | P | GF | GC | GD |
| ---------- | --- | - | - | - | - | -- | -- | -- |
| Panamá     | 4   | 2 | 1 | 1 | 0 | 2  | 1  | +1 |
| Costa Rica | 3   | 2 | 1 | 0 | 1 | 3  | 2  | +1 |
| Honduras   | 1   | 2 | 0 | 1 | 1 | 2  | 4  | -2 |

| 9 de febrero de 2007 | Costa Rica                    | 3:1 (1:0) | Honduras        | Estadio Cuscatlán, San Salvador |                              |
|                      | Fonseca 4' 70' · González 46' |           | E. Martínez 59' | Árbitro(s): Benito Archundia    | Árbitro(s): Benito Archundia |

| 13 de febrero de 2007 | Costa Rica | 0:1 (0:0) | Panamá     | Estadio Cuscatlán, San Salvador |                           |
|                       |            |           | Blanco 86' | Árbitro(s): Carlos Batres       | Árbitro(s): Carlos Batres |

### Semifinales
| 16 de febrero de 2007 | El Salvador | 0:2 (0:2) | Costa Rica                | Estadio Cuscatlán, San Salvador |                              |
|                       |             |           | Wallace 10' · Fonseca 12' | Árbitro(s): Benito Archundia    | Árbitro(s): Benito Archundia |

### Final
| 18 de febrero de 2007 | Costa Rica                                | 1:1 (0:1) (4:1 p.)         | Panamá                    | Estadio Cuscatlán, San Salvador |                           |
|                       | Bernard 85'                               |                            | Tejada 36'                | Árbitro(s): Carlos Batres       | Árbitro(s): Carlos Batres |
|                       |                                           | Tiros desde el punto penal |                           |                                 |                           |
|                       | Centeno · Fonseca · Hernández · Barrantes |                            | Baloy · Herrera · Escobar |                                 |                           |

## Honduras 2009

### Primera fase
| Pos. | Equipo     | Pts. | PJ | G | E | P | GF | GC | Dif. | Clasificación            |
| ---- | ---------- | ---- | -- | - | - | - | -- | -- | ---- | ------------------------ |
| 1    | Costa Rica | 6    | 2  | 2 | 0 | 0 | 6  | 1  | +5   | Semifinales              |
| 2    | Panamá     | 3    | 2  | 1 | 0 | 1 | 1  | 3  | −2   | Semifinales              |
| 3    | Guatemala  | 0    | 2  | 0 | 0 | 2 | 1  | 4  | −3   | Playoff del Quinto Lugar |

 Fuente: http://rsssf.com/tablesg/gold-cam09.html
| 23 de enero de 2009, 19:30 | Costa Rica                    | 3:0 (2:0) | Panamá | Estadio Nacional, Tegucigalpa |                               |
|                            | Furtado 6', 15' · Sánchez 55' |           |        | Árbitro(s): Courtney Campbell | Árbitro(s): Courtney Campbell |

| 25 de enero de 2009, 18:00 | Guatemala | 1:3 (0:1) | Costa Rica                             | Estadio Nacional, Tegucigalpa |                             |
|                            | López 52' |           | Sánchez 33' · Herrera 58' · Segura 61' | Árbitro(s): Marco Rodríguez   | Árbitro(s): Marco Rodríguez |

### Semifinales
| 30 de enero de 2009, 17:00 | Costa Rica  | 1:0 | El Salvador | Estadio Nacional, Tegucigalpa |                            |
| | Furtado 19' |     |             | Árbitro(s): Roberto Moreno    | Árbitro(s): Roberto Moreno |
| El partido fue finalizado al minuto 60 por sustracción de materia ya que El Salvador solo tenía cinco jugadores en la cancha. |             |     |             |                               |                            |

### Final
| 1 de febrero de 2009, 18:00 | Panamá                                               | 0:0 (5:3 p.)               | Costa Rica                         | Estadio Nacional, Tegucigalpa |  |
|                             |                                                      |                            |                                    | Árbitro(s): Carlos Batres     |  |
|                             |                                                      | Tiros desde el punto penal |                                    |                               |  |
|                             | Herrera · Aguilar · Phillips · Jaramillo · Henríquez |                            | Furtado · Núñez · Jiménez · Oviedo |                               |  |

## Panamá 2011

### Primera fase
| País       | J | G | E | P | GF | GC | GD | Pts |
| ---------- | - | - | - | - | -- | -- | -- | --- |
| Honduras   | 2 | 1 | 1 | 0 | 4  | 2  | +2 | 4   |
| Costa Rica | 2 | 1 | 1 | 0 | 3  | 1  | +2 | 4   |
| Guatemala  | 2 | 0 | 0 | 2 | 1  | 5  | −4 | 0   |

| 14 de enero de 2011, 19:00 | Costa Rica   | 1:1 (1:0) | Honduras       | Estadio Rommel Fernández, Panamá                                   |                                                                    |
|                            | V. Núñez 42' | Reporte   | R. Núñez 90+1' | Asistencia: 6.000 espectadores Árbitro(s): Roberto García (México) | Asistencia: 6.000 espectadores Árbitro(s): Roberto García (México) |

| 16 de enero de 2011, 17:00 | Guatemala | 0:2 (0:0) | Costa Rica     | Estadio Rommel Fernández, Panamá    |                                     |
|                            |           | Reporte   | Ureña 48', 82' | Árbitro(s): Roberto Moreno (Panamá) | Árbitro(s): Roberto Moreno (Panamá) |

### Semifinales
| 21 de enero de 2011, 21:00 | Panamá                            | 1:1 (0:0) (2:4 p.)         | Costa Rica                                 | Estadio Rommel Fernández, Panamá                                       |                                                                        |
|                            | Pérez 76'                         | Reporte                    | Borges 67'                                 | Asistencia: 30.000 espectadores Árbitro(s): Joel Aguilar (El Salvador) | Asistencia: 30.000 espectadores Árbitro(s): Joel Aguilar (El Salvador) |
|                            |                                   | Tiros desde el punto penal |                                            |                                                                        |                                                                        |
|                            | Pérez · G. Torres · Gómez · Baloy |                            | Borges · Núñez · Ureña · Marshall · Miller |                                                                        |                                                                        |

### Final
| 23 de enero de 2011 | Honduras                   | 2:1 | Costa Rica | Estadio Rommel Fernández, Panamá |  |
|                     | Martínez 8' · Martínez 52' |     | Ureña 67'  |                                  |  |

## Costa Rica 2013

### Primera fase
| País       | J | G | E | P | GF | GC | GD | Pts |
| ---------- | - | - | - | - | -- | -- | -- | --- |
| Costa Rica | 3 | 2 | 1 | 0 | 4  | 1  | +3 | 7   |
| Belice     | 3 | 1 | 1 | 1 | 2  | 2  | 0  | 4   |
| Guatemala  | 3 | 0 | 3 | 0 | 2  | 2  | 0  | 3   |
| Nicaragua  | 3 | 0 | 1 | 2 | 2  | 5  | -3 | 1   |

| 18 de enero de 2013, 20:00 h | Costa Rica  | 1:0 (0:0) | Belice | Estadio Nacional, San José                                            |                                                                       |
|                              | Arrieta 55' | Reporte   |        | Asistencia: 5484 espectadores Árbitro(s): Héctor Rodríguez (Honduras) | Asistencia: 5484 espectadores Árbitro(s): Héctor Rodríguez (Honduras) |

| 20 de enero de 2013, 20:00 h | Costa Rica            | 2:0 (1:0) | Nicaragua | Estadio Nacional, San José                                        |                                                                   |
|                              | Lagos 7' · Borges 87' | Reporte   |           | Asistencia: 5980 espectadores Árbitro(s): Roberto Moreno (Panamá) | Asistencia: 5980 espectadores Árbitro(s): Roberto Moreno (Panamá) |

| 22 de enero de 2013, 20:00 h | Costa Rica  | 1:1 (1:0) | Guatemala     | Estadio Nacional, San José                                            |                                                                       |
|                              | Arrieta 11' | Reporte   | Contreras 89' | Asistencia: 6760 espectadores Árbitro(s): Héctor Rodríguez (Honduras) | Asistencia: 6760 espectadores Árbitro(s): Héctor Rodríguez (Honduras) |

### Semifinales
| 25 de enero de 2013, 21:00 h | Costa Rica  | 1:0 (0:0) | El Salvador | Estadio Nacional, San José                               |                                                          |
|                              | Wallace 71' | Reporte   |             | Asistencia: 4993 espectadores Árbitro(s): Roberto García | Asistencia: 4993 espectadores Árbitro(s): Roberto García |

### Final
| 27 de enero de 2013 | Honduras     | 0:1 (0:1) | Costa Rica | Estadio Nacional, San José                              |                                                         |
|                     | González 38' | Reporte   |            | Asistencia: 14146 espectadores Árbitro(s): Joel Aguilar | Asistencia: 14146 espectadores Árbitro(s): Joel Aguilar |

## Estados Unidos 2014
| Pos. | Equipo     | Pts. | PJ | G | E | P | GF | GC | Dif. | Clasificación           |
| ---- | ---------- | ---- | -- | - | - | - | -- | -- | ---- | ----------------------- |
| 1    | Costa Rica | 4    | 2  | 1 | 1 | 0 | 5  | 2  | +3   | Final y Copa Oro        |
| 2    | Panamá     | 4    | 2  | 1 | 1 | 0 | 4  | 2  | +2   | Tercer Lugar y Copa Oro |
| 3    | Nicaragua  | 0    | 2  | 0 | 0 | 2 | 0  | 5  | −5   | Partido del 5º Lugar    |

 Fuente: CONCACAF
Criterios de clasificación: Desempate
| 3 de septiembre de 2014, 17:30 | Costa Rica                                  | 3:0 (1:0) | Nicaragua | Robert F. Kennedy Memorial Stadium, Washington D. C.         |                                                              |
|                                | Borges 39' (pen.) · Ureña 49' · Venegas 86' | Reporte   |           | Asistencia: 20 516 espectadores Árbitro(s): Héctor Rodríguez | Asistencia: 20 516 espectadores Árbitro(s): Héctor Rodríguez |

| 7 de septiembre de 2014, 16:00 | Costa Rica                      | 2:2 (0:0) | Panamá                | Cotton Bowl Stadium, Dallas                              |                                                          |
|                                | Venegas 81' · Borges 87' (pen.) | Reporte   | Pérez 51' · Nurse 71' | Asistencia: 20 156 espectadores Árbitro(s): Joel Aguilar | Asistencia: 20 156 espectadores Árbitro(s): Joel Aguilar |

### Final
| 13 de septiembre de 2014, 21:00 | Guatemala          | 1:2 (1:1) | Costa Rica            | Los Angeles Memorial Coliseum, Los Ángeles                 |                                                            |
|                                 | C. Ruiz 25' (pen.) | Reporte   | Ruiz 29' · Bustos 56' | Asistencia: 41 969 espectadores Árbitro(s): Roberto Moreno | Asistencia: 41 969 espectadores Árbitro(s): Roberto Moreno |

## Panamá 2017
| Pos. | Equipo       | Pts. | PJ | G | E | P | GF | GC | Dif. | Clasificación                      |
| ---- | ------------ | ---- | -- | - | - | - | -- | -- | ---- | ---------------------------------- |
| 1    | Honduras (C) | 13   | 5  | 4 | 1 | 0 | 7  | 3  | +4   | Clasifica a la Copa Oro            |
| 2    | Panamá (H)   | 10   | 5  | 3 | 1 | 1 | 4  | 2  | +2   | Clasifica a la Copa Oro            |
| 3    | El Salvador  | 7    | 5  | 2 | 1 | 2 | 5  | 4  | +1   | Clasifica a la Copa Oro            |
| 4    | Costa Rica   | 6    | 5  | 1 | 3 | 1 | 4  | 2  | +2   | Clasifica a la Copa Oro            |
| 5    | Nicaragua    | 4    | 5  | 1 | 1 | 3 | 5  | 6  | −1   | Clasifica al Playoff a la Copa Oro |
| 6    | Belice (E)   | 1    | 5  | 0 | 1 | 4 | 2  | 10 | −8   |                                    |

 Fuente: CONCACAF
Criterios de clasificación: 1) Puntos; 2) Gol diferencia; 3) Goles anotados; 4) Enfrentamiento directo; 5) Diferencia de goles entre rivales directos; 6) Goles anotados entre rivales directos; 7) Sorteo (Reglamento Artículo 8.4).
| 13 de enero de 2017, 18:30 | Costa Rica | 0:0     | El Salvador | Estadio Rommel Fernández, Panamá |                          |
|                            |            | Reporte |             | Árbitro(s): Jair Marrufo         | Árbitro(s): Jair Marrufo |

| 15 de enero de 2017, 13:00 | Belice | 0:3 (0:1) | Costa Rica                  | Estadio Rommel Fernández, Panamá |                          |
|                            |        | Reporte   | Ortiz 25' 64' · Venegas 51' | Árbitro(s): Kimbell Ward         | Árbitro(s): Kimbell Ward |

| 17 de enero de 2017, 18:30 | Costa Rica | 0:0     | Nicaragua | Estadio Rommel Fernández, Panamá |                        |
|                            |            | Reporte |           | Árbitro(s): John Pitti           | Árbitro(s): John Pitti |

| 20 de enero de 2017, 18:30 | Honduras   | 1:1 (1:0) | Costa Rica | Estadio Rommel Fernández, Panamá |                               |
|                            | Andino 17' | Reporte   | Calvo 60'  | Árbitro(s): Fernando Guerrero    | Árbitro(s): Fernando Guerrero |

| 22 de enero de 2017, 16:00 | Panamá     | 1:0 (0:0) | Costa Rica | Estadio Rommel Fernández, Panamá |                           |
|                            | Cooper 67' | Reporte   |            | Árbitro(s): Óscar Moncada        | Árbitro(s): Óscar Moncada |